# Пічкур дністровський
Пічкур дністровський (Gobio sarmaticus) — риба з роду пічкурів, родини пічкурових. Зустрічається виключно у пониззях річок Дністер і Південний Буг, можливо також в дельті Дніпра. Прісноводна демерсальна риба до 13 см завдовжки.